# Puma Trophy
Puma Trophy – przechodnie trofeum przyznawane zwycięzcy serii pojedynków w danym roku pomiędzy Australią i Argentyną w rugby union. Trofeum zostało ustanowione w roku 2000 i jest to brązowa statuetka przedstawiająca pumę. Od roku 2012 mecze o to trofeum są rozgrywane corocznie w ramach The Rugby Championship, od kiedy Argentyna dołączyła do zawodów.

## Wyniki[4]
| Rok  | Data           | Stadion                     | Gospodarz | Wynik | Gość      | Zwycięzca meczu | Źródło | Zdobywca trofeum |
| ---- | -------------- | --------------------------- | --------- | ----- | --------- | --------------- | ------ | ---------------- |
| 2017 | 7 października | Estadio Malvinas Argentinas | Argentyna | 20:37 | Australia | Australia       |        | Australia        |
| 2017 | 16 września    | Canberra Stadium            | Australia | 45:20 | Argentyna | Australia       |        | Australia        |
| 2016 | 8 października | Twickenham Stadium          | Argentyna | 21:33 | Australia | Australia       |        | Australia        |
| 2016 | 17 września    | Perth Oval                  | Australia | 36:20 | Argentyna | Australia       |        | Australia        |
| 2015 | 25 lipca       | Estadio Malvinas Argentinas | Argentyna | 9:34  | Australia | Australia       |        | Australia        |
| 2014 | 4 października | Estadio Malvinas Argentinas | Argentyna | 21:17 | Australia | Argentyna       |        | Australia        |
| 2014 | 13 września    | Robina Stadium              | Australia | 32:25 | Argentyna | Australia       |        | Australia        |
| 2013 | 5 października | Estadio Gigante de Arroyito | Argentyna | 17:54 | Australia | Australia       |        | Australia        |
| 2013 | 15 września    | Subiaco Oval                | Australia | 14:13 | Argentyna | Australia       |        | Australia        |
| 2012 | 6 października | Estadio Gigante de Arroyito | Argentyna | 19:25 | Australia | Australia       |        | Australia        |
| 2012 | 15 września    | Robina Stadium              | Australia | 23:19 | Argentyna | Australia       |        | Australia        |
| 2002 | 2 listopada    | Estadio Monumental          | Argentyna | 6:17  | Australia | Australia       |        | Australia        |
| 2000 | 24 czerwca     | Canberra Stadium            | Australia | 32:25 | Argentyna | Australia       |        | Australia        |
| 2000 | 17 czerwca     | Ballymore Stadium           | Australia | 53:6  | Argentyna | Australia       |        | Australia        |